# بتل‌شیپ کلاس شیکیشیما
بتل‌شیپ کلاس شیکیشیما (به انگلیسی: Shikishima-class battleship) یک کلاس از کشتی است که طول آن ۴۳۸ فوت (۱۳۳٫۵ متر) می‌باشد.